# Theodor von Sulzer
Heinrich Theodor Sulzer, später von Sulzer (* 31. Juli 1801 in Magdeburg; † 18. November 1887 in Berlin) war ein deutscher Verwaltungsjurist und Ministerialbeamter, zuletzt Unterstaatssekretär im Innenministerium des Königreichs Preußen.

## Leben
Der Sohn eines Kaufmanns immatrikulierte sich am 23. Mai 1819 an der Rheinischen Friedrich-Wilhelms-Universität Bonn für das Studium der Rechtswissenschaft und trat dort 1819 gleichzeitig mit seinem Kommilitonen Hoffmann von Fallersleben in die Burschenschaft ein. Nach den Kösener Korps-Listen 1910 gehörte er zu den ersten Mitgliedern des Corps Rhenania Bonn.
In Bonn zum Dr. iur. promoviert, trat Sulzer 1823 als Referendar in den preußischen Justizdienst. 1843 wurde er kommissarischer Staatsanwalt am Oberzensurgericht in Berlin. Seit 1844 im preußischen Innenministerium, wurde er als Geheimer Regierungsrat, 1851 als Geheimer Oberregierungsrat und 1855 als Wirklicher Geheimer Oberregierungsrat charakterisiert und zum Ministerialdirektor im Innenministerium ernannt. Ab 1858 wirkte er als Unterstaatssekretär im preußischen Innenministerium und in der Reichsschuldenverwaltung. 1869 schied er auf eigenen Wunsch aus dem Staatsdienst aus.
Seit 1855 war er Mitglied, von 1882 bis 1887 Vorsitzender des preußischen Heroldsamts. Seit 1856 saß er in der General-Ordens-Kommission. Seit 1854 war er Mitglied des preußischen Staatsrates, seit 5. Dezember 1872 Mitglied des Preußischen Herrenhauses.

## Ehrungen
- 1846: Roter Adlerorden, 3. Klasse mit Schleife
- 1856: Roter Adlerorden, 2. Klasse mit Eichenlaub
- 1867: Königlicher Hausorden von Hohenzollern, Komturkreuz
- 1868: Ehrendoktor (Dr. iur. h. c.) der Universität Bonn
- 1869: Charakter als Wirklicher Geheimer Rat mit dem Prädikat Exzellenz

Er wurde nobilitiert.